# Rezerwat przyrody Węże
Rezerwat przyrody Węże – rezerwat przyrody nieożywionej w województwie łódzkim, powiecie pajęczańskim, gminie Działoszyn, w sąsiedztwie wsi Węże. Znajduje się w granicach Załęczańskiego Parku Krajobrazowego.
Powierzchnia rezerwatu wynosi 20,74 ha.
Utworzony na mocy zarządzenia Ministra Leśnictwa i Przemysłu Drzewnego z 10 grudnia 1971 roku w celu ochrony wapiennego ostańca jurajskiego, góry Zelce, który wznosi się 45 metrów ponad krawędź doliny Warty. Leży on na wysokości około 220 m n.p.m. Liczne zjawiska krasowe, m.in. jaskinie (w tym: Jaskinia Niespodzianka, Zanokcica, Stalagmitowa, Za Kratą, Dwuwylotowa, Draba, Mała, Profesora Samsonowicza). Do ruchu turystycznego przystosowane były jaskinie Stalagmitowa i Za Kratą. Wyposażono je w żelazne drabiny ułatwiające pokonanie jaskiniowych studni. Obecnie wstęp do wszystkich jaskini na terenie rezerwatu dozwolony jest jedynie za zgodą Regionalnego Dyrektora Ochrony Środowiska w Łodzi. W jaskiniach odkryto stanowiska kopalnej fauny plioceńskiej. Powierzchnię wzgórza porastają murawy kserotermiczne i naskalne. Obszar rezerwatu jest najbardziej na północ wysuniętym przykładem „jurajskiego” krajobrazu w Polsce (ostańce skalne, jaskinie itp.).
Przez teren rezerwatu przebiegają szlaki: Szlak Jury Wieluńskiej (czerwony) oraz Szlak Rezerwatów Przyrody ZPK (niebieski).
W sierpniu 2017 otwarto ścieżkę dydaktyczną – „Najcenniejsze walory przyrodnicze Miasta i Gminy Działoszyn”, która również przebiega przez rezerwat Węże. W ramach ścieżki ustawiono przed jaskiniami tablice informacyjne z planami, mapę rezerwatu oraz opis walorów przyrodniczych obiektu. Poruszanie się po rezerwacie ułatwiają liczne strzałki ułatwiając lokalizację opisywanych jaskiń.
Według obowiązującego planu ochrony ustanowionego w 2011 roku, obszar rezerwatu objęty jest ochroną czynną.